# Meu Disfarce
Meu Disfarce é o décimo-segundo álbum de estúdio da dupla sertaneja brasileira Chitãozinho & Xororó, lançado em 1987 pela gravadora Copacabana.

## Faixas
| N.º | Título                     | Compositor(es)                                  | Duração |  |
| 1.  | "Meu Disfarce"             | Chico Roque / Carlos Colla                      | 3:50    |  |
| 2.  | "Fogão de Lenha"           | Carlos Colla / Maurício Duboc / Xororó          | 3:43    |  |
| 3.  | "Pé na Estrada"            | Joel Marques / Xororó                           | 3:21    |  |
| 4.  | "Contratempos"             | Joel Marques / José Homero                      | 3:59    |  |
| 5.  | "Que Mundo é Esse"         | Joel Marques / Chitãozinho                      | 4:22    |  |
| 6.  | "Coração"                  | Fátima Leão / Paulo Roberto Jurazo              | 3:34    |  |
| 7.  | "Falando às Paredes"       | Virgínia Kheer / Xororó                         | 4:46    |  |
| 8.  | "A Colheita"               | Carlos Cezar / José Fortuna                     | 4:21    |  |
| 9.  | "A Mais Bonita das Noites" | Osmar Navarro / Sebastião Ferreira da Silva     | 4:17    |  |
| 10. | "Eu Te Encontrei"          | Joel Marques / Chitãozinho                      | 4:13    |  |
| 11. | "Nossas Divergências"      | Joel Marques / César Augusto / Wigberto Tartuce | 3:48    |  |